# Keine Zeit für Arschlöcher!
Keine Zeit für Arschlöcher! (… hör auf dein Herz) ist eine 2016 im Gräfe-und-Unzer-Verlag veröffentlichte Autobiografie des Fernsehkochs und Buchautors Horst Lichter.

## Handlung
Horst Lichter beschreibt in der Autobiografie seine ersten Kontakte zu Mädchen, seine berufliche Laufbahn, seine Liebe zum Kochen, zu Motorrädern und alten Autos. Er beleuchtet in allen Details, wie seine Mutter lebte, welche Erziehung er bei ihr genoss und die Umstände ihres Todes. 
Er stellt den Tod seiner Mutter als eine Art „Wendepunkt“ in seinem Leben dar. Ihm sei bewusst geworden, dass auch sein Leben endlich sei, und er beschloss, fortan „Keine Zeit für Arschlöcher“ mehr zu haben. 
Lichter erzählt weiter, wie er sich in den Fernsehshows immer wie ein Clown vorgekommen sei und gelernt habe, diese Rolle zu akzeptieren. Er geht auf sein erstes Restaurant ein. Auch beklagt er den Tod seines Kindes, der letztlich dazu geführt habe, dass seine erste Ehe zerbrach. Des Weiteren beschreibt Lichter seine Verhältnisse zu den Fernsehköchen Johann Lafer, Kolja Kleeberg, Steffen Henssler, Sarah Wiener und Alfons Schuhbeck. Er erklärt seine Rolle in der Fernsehreihe Bares für Rares und weshalb er sich gerade darin wohlfühle.

## Verfilmung
Im Sommer 2021 fanden die Dreharbeiten zum Fernsehfilm Horst Lichter – Keine Zeit für Arschlöcher mit Oliver Stokowski in der Hauptrolle  statt. In weiteren Rollen sind Barbara Nüsse, Chiara Schoras, Johanna Gastdorf, Emilian Heinrich, Lou Strenger, Enno Kalisch, René Heinersdorff und Doris Plenert zu sehen. Die Regie führte Andreas Menck nach dem Drehbuch von Edda Leesch. Die Erstausstrahlung erfolgte 2022 im ZDF zum 60. Geburtstag von Lichter. Der Film erzielte eine beachtliche TV-Quote.

## Ausgaben
- Gräfe und Unzer, München 2016, ISBN 978-3-8338-5763-8.
- Hörbuch, gelesen von Horst Lichter: Lübbe Audio, Köln 2017, ISBN 978-3-7857-5529-7.